# Liste der Steinkreuze im Okres Domažlice
In dieser Liste der Steinkreuze im Okres Domažlice sind die Steinkreuze (Sühnekreuze, Kreuzsteine etc.) im Okres Domažlice in Tschechien aufgelistet. Diese Liste erhebt keinen Anspruch auf Vollständigkeit.
| Gemeinde, Ortsteil         | Lage                                                                                                  | Objekt     | Beschreibung                             | Akten-Nr.    | Bild                                    |
| -------------------------- | --- | ---------- | ---------------------------------------- | ------------ | --------------------------------------- |
| Horšovský Týn – Stadtmitte | Horšovský Týn, Platz der Republik 1, im Schlosshof (Standort)                                         | Steinkreuz | Steinkreuz                               | 38009/4-4019 | BW                                      |
| Hostouň                    | Hostouň, nordwestlicher Ortsrand, Nähe Schule ()                                                      | Sühnekreuz | Sühnekreuz                               | 102593       | Direkt Bild zu diesem Denkmal hochladen |
| Hostouň, Štítary (Hostouň) | Im Hof von Štítary 1 (Standort)                                                                       | Sühnekreuz | Sühnekreuz                               | 103793       | BW                                      |
| Chrastavice                | Chrastavice, etwa 50 Meter westlich der Kirche an der Straßenecke (Standort)                          | Sühnekreuz | mittelalterliches Steinkreuz             | 103151       | BW                                      |
| Poběžovice                 | etwa 3 Kilometer südöstlich von Poběžovice an der Straße nach Otov (Standort)                         | Sühnekreuz | Sühnekreuz, mittelalterliches Steinkreuz | 102592       | BW                                      |
| Poběžovice                 | im Schlosshof (Standort)                                                                              | Steinkreuz | Steinkreuz                               | 39815/4-2177 | Fotos hochladen                         |
| Tlumačov u Domažlic        | Tlumačov u Domažlic, Dorfplatz, an der östlichen Spitze der Grünanlage östlich der Kapelle (Standort) | Sühnekreuz | mittelalterliches Steinkreuz             | 103510       | weitere Bilder \| Fotos hochladen       |